# Бахарево (Тамбовская область)
Ба́харево — село в Сампурском районе Тамбовской области России. Административный центр Бахаревского сельсовета.

## География
Село находится на юге центральной части Тамбовской области, в лесостепной зоне, в пределах Окско-Донской низменной равнины, на берегах Цна, к востоку от автодороги Р22, на расстоянии примерно 16 км (по прямой) к юго-юго-западу от Сатинки, административного центра района. Абсолютная высота — 154 м над уровнем моря.

### Климат
Климат умеренно континентальный, относительно сухой. Средняя температура воздуха самого холодного месяца (января) — −11,5 — −10,5 °C (абсолютный минимум — −39 °C); самого тёплого месяца (июля) — 19,5 — 20,5 °C (абсолютный максимум — 40 °С). Среднегодовое количество атмосферных осадков варьирует в пределах от 400 до 650 мм. Продолжительность залегания снежного покрова составляет в среднем 145 дней.

### Часовой пояс
Село Бахарево, как и вся Тамбовская область, находится в часовой зоне МСК (московское время). Смещение применяемого времени относительно UTC составляет +3:00.

## Население
| 2010 |
| ---- |
| 447  |

По состоянию на начало 2025 года в селе зарегистрировано немногим более 320 человек из которых фактически проживает около половины.

### Половой состав
По данным Всероссийской переписи населения 2010 года, в гендерной структуре населения мужчины составляли 48,5 %, женщины — соответственно 51,5 %.

### Национальный состав
Согласно результатам переписи 2002 года, в национальной структуре населения русские составляли 96 % из 556 чел.